# Libro di Michea
Il Libro di Michea (ebraico מיכה, mikà; greco Μιχαίας, michaías; latino Michaeas) è un testo contenuto nella Bibbia ebraica (Tanakh) e cristiana.
È scritto in ebraico e la redazione definitiva del libro è avvenuta nel
Regno di Giuda attorno al 750-697 a.C. oppure 725-680 a.C.

## Tematiche
È composto da sette capitoli e contiene vari oracoli del profeta Michea contenenti esortazioni contro l'ingiustizia sociale e l'idolatria, annunci di castigo ma con una speranza messianica.
In particolare è noto il passo 5,1 circa la nascita del Messia a Betlemme:
da te mi uscirà colui
che deve essere il dominatore in Israele;
le sue origini sono dall'antichità,
dai giorni più remoti.»
Il libro di Michea è il solo che precisa che il Messia futuro nascerà a Betlemme; è interessante inoltre notare che lui specificò l'Efrata in Giudea (al tempo di Michea esistevano infatti due Betlem).
Il libro si divide in quattro grandi parti che alternano la minaccia e la promessa:
- processo di Israele (Mi 1,2-3,12)
- promesse a Sion (Mi 4,1-5,14)
- nuovo processo di Israele (Mi 6,1-7,7)
- speranze (Mi 7,8-20)